# Santa Maria Coghinas
Santa Maria Coghinas là một đô thị ở tỉnh Sassari trong vùng Sardinia, có khoảng cách khoảng 190 km về phía bắc của Cagliari và cách khoảng 35 km về phía đông bắc của Sassari. Tại thời điểm ngày 31 tháng 12 năm 2004, đô thị này có dân số 1.430 người và diện tích là 22,0 km².
Đô thị Santa Maria Coghinas có các frazioni (các đơn vị cấp dưới, chủ yếu là các làng) Buroni, La Scalitta, và Longareddu.
Santa Maria Coghinas giáp các đô thị: Bortigiadas, Bulzi, Perfugas, Sedini, Valledoria, Viddalba.